# Monte Grimano Terme
Monte Grimano Terme – miejscowość i gmina we Włoszech, w regionie Marche, w prowincji Pesaro i Urbino.
Według danych na rok 2004 gminę zamieszkiwało 1155 osób, 48,1 os./km².
Do 14 maja 2002 gmina ta nosiła nazwę Monte Grimano.